# Villa Giraffa
Villa Giraffa è uno storico edificio di Goito, in provincia di Mantova.

## Storia e descrizione
Edificata sulle rive del Mincio probabilmente nel XV secolo dai Gonzaga di Mantova, venne donata dalla marchesa Isabella d'Este, consorte del marchese Francesco II Gonzaga, ai frati cappuccini affinché istituissero un convento. Costoro la detennero sino al XVIII secolo, quando vennero cacciati da Napoleone, che la trasformò in ospedale militare. Successivamente venne adibita a locanda e in parte a scuola comunale.
Il nome della villa deriva dalla presenza di una statua di giraffa all'interno del parco.